# آنا بيتانكورت
آنا بيتانكورت (بالإسبانية: Ana Betancourt)‏ هي ثورية ومنشقة كوبية، ولدت في 14 ديسمبر 1832 في كاماغواي في كوبا، وتوفيت في 7 فبراير 1901 في مدريد في إسبانيا بسبب ذات الرئة القصبية.